# Лафайет, Мишель дю Мотье
Мишель Луи Кристоф Рош Жильбер Мотье, маркиз де Лафайет (фр. Michel Louis Christophe Roch Gilbert Motier, Marquis de La Fayette; 13 августа 1731, Королевство Франция — 9 июля 1759, Минден, Минден-Равенсберг, Королевство Пруссия) — французский полковник французских гренадёров, участник Семилетней войны, отец политического деятеля Жильбера Лафайета.

## Биография

### Ранние годы, детство и юность
Мишель Луи Кристоф Рош Жильбер Мотье Лафайет родился 13 августа 1731 года в семье Эдуарда Мотье де Лафайета, лорда Шампетьера и маркиза де Виссака (1669—1740) и его жены Мари Катрин де Суат, дамы де Шаваньяк (1690—1772).
Мишель дю Мотье Лафайет получил титул маркиза от его старшего брата Жака-Роша дю Мотье (1711—1734), который был убит 18 января 1734 года во время сражения с австрийцами в Милане в войне за польское наследство.

### Военная карьера
Мишель дю Мотье Лафайет был полковником французских гренадёров и был кавалёром ордена святого Людовика. Маркиз де Лафайет погиб во время сражения при Миндене в Семилетней войне, сражаясь с коалицией под руководство Великобритании в Вестфалии. Ему было 27 лет.

## Личная жизнь
22 мая 1754 года Мишель дю Мотье Лафайет женился на Марии Луизе Джоли де ла Ривьер (1737—1770), дочери маркиза де ла Ривьера, богатого дворянина из Бретани. Она была наследницей древнего рода могущественных дворян с обширными поместьями, и ее семья имела связи с «ноблесс де ла робе», внутренним кругом придворных королевской семьи. Ее дед по материнской линии был графом де Ла Ривьер, до своей смерти в 1770 году командовал мушкетерами Руа, или Черными мушкетерами, личной конной гвардией короля Людовика XV. Вместе они были родителями сына, который родился в замке Шаваньяк, в Шаваньяк-Лафайет, недалеко от Ле-Пюи-ан-Веле, в провинции Овернь (ныне Верхняя Луара):
- Жильбер дю Мотье, маркиз де Лафайет (1757—1834) — политический деятель, участник Войны за независимость США. Великой французской революции и Июльской революции 1830 года.

Он сражался во время Семилетней войны против британцев и был убит в бою британским пушечным огнем. Смерть его отца разожгла в сыне Жильбера дю Мотье желание отомстить своему отцу за борьбу с британцами в Войне за независимость США. Когда умер Мишель дю Мотье Лафайет, ему было всего два года, Жильбер дю Мотье стал маркизом и лордом Шаваньяк, но поместье перешло к его матери. Возможно, опустошенная потерей мужа, она уехала жить в Париж к отцу и дедушке, оставив их сына воспитываться в Шаваньяк-Лафайет его бабушкой по отцовской линии, мадам де Шаваньяк, которая передала семье замок со своим приданым. Его вдова и ее отец умерли в 1770 году, оставив 12-летнего сына Жильбера сиротой.